# Грязев, Андрей Владимирович
Андре́й Влади́мирович Гря́зев (род. 26 июля 1985, Пермь) — российский фигурист выступавший в одиночном разряде. Чемпион мира среди юниоров 2004 года, чемпион России 2007 года. Мастер спорта России международного класса. Завершил любительскую спортивную карьеру в 2009 году.

## Карьера

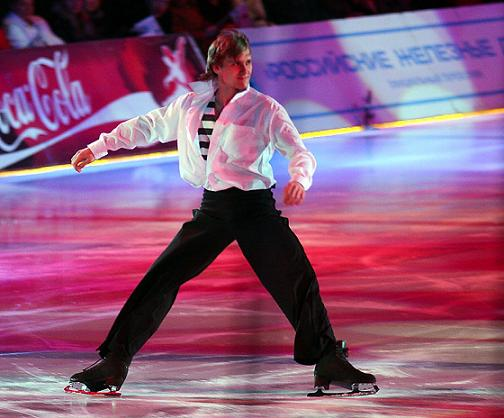
Андрей Грязев на шоу в Мытищах, 2007 год

Начал заниматься фигурным катанием в 4-летнем возрасте. В 11 лет переехал в Санкт-Петербург для занятий в тренерской школе Алексея Мишина, однако после неудачного выступления на чемпионате мира среди юниоров 2002 года (14-е место) оставил школу и вернулся в Пермь, решив прекратить профессиональные занятия спортом. Спустя несколько месяцев (по совету, как сообщалось, Алексея Ягудина, своего бывшего товарища по тренировкам у Мишина) Грязев вернулся к тренировкам уже в США под руководством Татьяны Тарасовой, в результате чего в 2004 году стал чемпионом мира среди юниоров и бронзовым призёром чемпионата России. Последнее достижение дало ему право на участие в чемпионатах мира и Европы 2004 года, где он занял 8-е и 12-е места соответственно. В 2005 году Грязеву удалось несколько улучшить эти результаты, заняв 2-е место в чемпионате России, 5-е на чемпионате Европы и 11-е на чемпионате мира.
В 2006 году Грязев стал тренироваться под руководством Елены Буяновой (Водорезовой) и в начале сезона занял третье место в престижных соревнованиях на Кубок Китая, однако затем выступал крайне неровно, из-за чего пропустил и чемпионат Европы, и Олимпийские игры. В последний момент был включен в состав сборной команды для участия в чемпионате мира, где неудачно выступил в квалификации и короткой программе, сумев, однако, реабилитироваться в произвольной.
Следующий сезон 2006—2007 начался для Грязева не самым лучшим образом: два седьмых места на этапах серии Гран-при и два третьих на этапах Кубка России. В январе за этим последовала блестящая победа главном национальном старте — чемпионате России. Однако, на чемпионате Европы того же года Андрей занял только 16—е место и не принял участие в чемпионате мира.
В сезоне 2007—2008 годов Грязев занимает третье место на этапе серии Гран-При Cup of Russia и седьмое на NHK Trophy. На чемпионате России 2008 года он занял только третье место, а так как у России не было трёх представителей в мужском одиночном катании на чемпионатах Европы и мира, то участия в этих турнирах Андрей не принял.
В сезоне 2008—2009 пропустил серию Гран-при из-за травмы. На чемпионате страны стал только пятым. По окончании сезона 2008—2009, по информации опубликованной в июньском номере немецкого журнала о фигурном катании «Pirouette», Андрей Грязев завершил свою соревновательную карьеру.

## Спортивные достижения

### после 2008 года
| Соревнования                  | 2007—2008 | 2008—2009 |
| ----------------------------- | --------- | --------- |
| Чемпионаты России             | 3         | 5         |
| Этапы Гран-При: Cup of Russia | 3         |           |
| Этапы Гран-При:NHK Trophy     | 7         |           |

### до 2008 года
| Соревнования                        | 2000—2001 | 2001—2002 | 2002—2003 | 2003—2004 | 2004—2005 | 2005—2006 | 2006—2007 |
| ----------------------------------- | --------- | --------- | --------- | --------- | --------- | --------- | --------- |
| Чемпионаты мира                     |           |           |           | 12        | 11        | 17        |           |
| Чемпионаты Европы                   |           |           |           | 8         | 5         |           | 16        |
| Чемпионаты мира среди юниоров       |           | 14        |           | 1         |           |           |           |
| Чемпионаты России                   | 8         | 6         | 5         | 3         | 2         | 9         | 1         |
| Чемпионат России среди юниоров      | 9         | 2         | 4         | 1         |           |           |           |
| Этапы Гран-При: Cup of Russia       |           |           |           |           | 7         |           | 7         |
| Этапы Гран-При:Trophée Eric Bompard |           |           |           |           |           |           | 7         |
| Этапы Гран-При:Cup of China         |           |           |           |           |           | 3         |           |
| Этапы Гран-При:Skate Canada         |           |           |           |           |           | 9         |           |